# Methionin
Methionine (viết tắt là Met hay M)
là một α-amino acid với công thức hóa học HO2CCH(NH2)CH2CH2SCH3. Đây là loại amino acid thiết yếu không phân cực. Methionine được mã hóa bởi codon AUG, còn gọi là mã mở đầu, mã hóa cho tín hiệu bắt đầu tổng hợp hợp protein trên mARN.

## Chức năng
Cũng như cysteine, methionine là một trong hai amino acid sinh protein chứa lưu huỳnh. Dẫn xuất của nó là S-adenosyl methionine (SAM) đóng vai trò làm chất cung cấp nhóm methyl. Methionine là một chất trung gian trong sinh tổng hợp của cysteine, carnitine, taurine, lecithin, phosphatidylcholine, và các phospholipid khác. Sự sai sót trong chuyển hóa methionine có thể dẫn tới xơ vữa động mạch.

Chu trình methionine

Các loài thực vật sử dụng methionine làm nguyên liệu để tổng hợp ethylene qua chu trình Yang hay chu trình methionine.
Methionine là một trong hai amino acid duy nhất chỉ được mã hóa bởi một codon (AUG) trong mã di truyền (amino acid kia là tryptophan, được mã hóa bởi codon UGG). AUG là tín hiệu bắt đầu quá trình dịch mã để tổng hợp protein từ mARN trong ribosome. Do đó, methionine là amino acid mở đầu được kết hợp ở đầu tận cùng N của tất cả các protein ở eukaryote và archaea trong quá trình dịch mã, sau đó nó sẽ bị cắt bỏ đi nhờ sự sửa đổi sau dịch mã. Ở vi khuẩn, amino acid mở đầu là N-formylmethionine, một dẫn xuất của methionine.
Chuột thí nghiệm được cho ăn với chế độ thiếu methionine dễ dẫn đến viêm gan nhiễm mỡ. Việc cung cấp methionine vào chế độ ăn sẽ làm giảm các dấu hiệu bệnh lý của sự thiếu hụt methionine.

## Dạng ion lưỡng cực

Dạng ion lưỡng cực của (S)-Methionine (trái) và (R)-methionine (phải) ở pH trung tính

## Sinh tổng hợp
Do là một amino acid thiết yếu, methionine không được tổng hợp "mới" trong cơ thể người, mà phải được lấy từ thức ăn bên ngoài. Ở các loài thực vật và vi sinh vật, methionine được tổng hợp từ axit aspartic và cysteine. Đầu tiên, axit aspartic được biến đổi thành β-aspartyl-semialdehyde rồi thành homoserine. Homoserine biến đổi thành O-succinyl homoserine, chất này phản ứng với cysteine để tạo nên cystathionine, rồi chất này lại bị phân cắt để tạo nên homocysteine. Chất này bị methyl hóa nhóm thiol bởi folate cho methionine. Cả hai enzym cystathionine-γ-synthase và cystathionine-β-lyase đều cần coenzym là pyridoxal-5'-phosphate, trong khi đó homocysteine methyltransferase cần coenzym là vitamin B12.
Các enzym tham gia vào quá trình sinh tổng hợp methionine:
1. aspartokinase
2. β-aspartate semialdehyde dehydrogenase
3. homoserine dehydrogenase
4. homoserine O-transsuccinylase
5. cystathionine-γ-synthase
6. cystathionine-β-lyase
7. methionine synthase (ở các loài động vật có vú, enzym thay thế là homocysteine methyltransferase)

Sinh tổng hợp methionine

## Các con đường sinh hóa khác

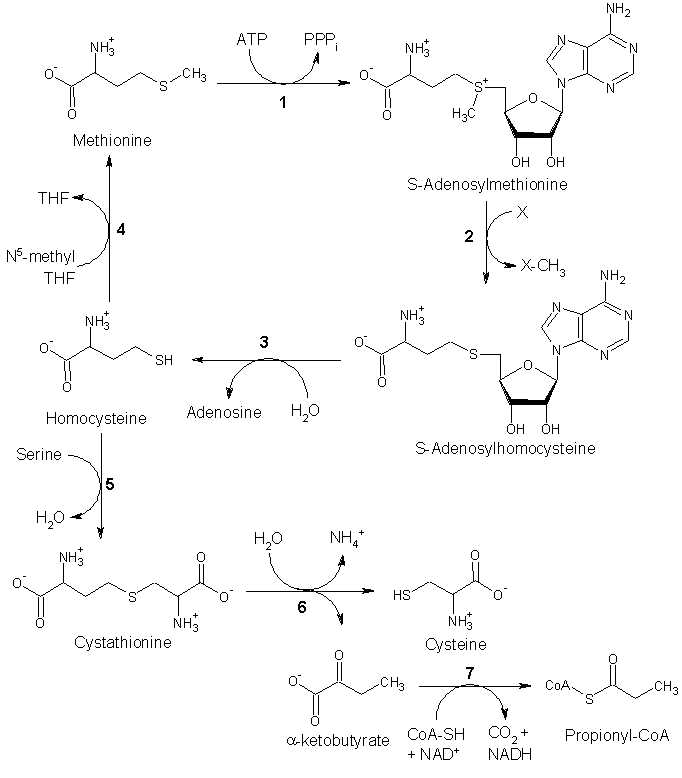
Số phận của methionine

Mặc dù methionine không được tổng hợp ở các loài động vật có vú, chúng có thể sử dụng methionine trong nhiều con đường sinh hóa khác nhau:

### Sự tạo homocysteine
Methionine được chuyển hóa thành S-adenosylmethionine (SAM) nhờ (1) methionine adenosyltransferase.
SAM đóng vai trò là chất cung cấp nhóm methyl trong nhiều phản ứng cần enzym (2) methyltransferase, và nó bị biến đổi thành S-adenosylhomocysteine (SAH).
(3) Adenosylhomocysteinase biến đổi SAH thành homocysteine.
Đến đây có hai khả năng tiếp theo: homocysteine được sử dụng để tái tạo methionine, hoặc được dùng để tổng hợp cysteine.

### Tái tạo methionine
Methionine có thể được tái tạo từ homocysteine nhờ phản ứng được xúc tác bởi enzym (4) methionine synthase, phản ứng này cần coenzym Vitamin B12.
Homocysteine có thể bị methyl hóa trở lại bởi glycine betaine (N,N,N-trimethyl glycine, TMG) để trở thành methionine nhờ sự xúc tác của enzyme betaine-homocysteine methyltransferase (E.C.2.1.1.5, BHMT). BHMT chiếm 1.5% trong tổng các proten tan được trong nước của gan, và nghiên cứu gần đây cho thấy nó có thể có ảnh hưởng nhiều hơn methionine synthase trong việc giữ cân bằng nồng độ methionine và homocysteine trong cơ thể.

### Sự chuyển hóa thành cysteine
Homocysteine có thể được chuyển hóa thành cysteine.
- (5) Cystathionine-β-synthase (một enzym phụ thuộc PLP) kết hợp homocysteine với serine để tạo thành cystathionine. Thay vì bị thoái hóa bởi enzym cystathionine-β-lyase, trong con đường sinh tổng hợp này, cystathionine bị bẻ gãy thành cysteine và α-cetobutyrate nhờ enzym (6) cystathionine-γ-lyase.
- (7) Enzyme α-cetoacid dehydrogenase biến đổi α-cetobutyrate thành propionyl-CoA, rồi được chuyển hóa thành succinyl-CoA qua ba giai đoạn (xem propionyl-CoA).

## Tổng hợp
Hỗn hợp racemic của methionine có thể được tổng hợp từ dietyl natri phthalimidomalonat bằng phản ứng alkyl hóa bởi cloroetylmetylsulfua (ClCH2CH2SCH3), tiếp theo đó là phản ứng thủy phân và decarboxyl hóa.